# VC Averbode
VC Averbode, ook bekend als Volleybalclub Everbeur, was een Belgische volleybalclub uit Averbode in Vlaams-Brabant. Het eerste herenteam speelde in de Volleybal Liga.

## Geschiedenis
VC Averbode werd opgericht in 1969 en speelde tot 1978 in de provinciale afdelingen van Brabant. In het seizoen 1978/79 werd er gestart in de Derde Nationale na de fusie met Sledderlo Genk. In datzelfde seizoen degradeerde VC Averbode naar de Vierde Nationale. Het daaropvolgende seizoen 1979/80 werd opnieuw een moeilijk seizoen met nipt behoud in Vierde Nationale.

### Tijdlijn vanaf de jaren tachtig

#### 1980-1990: opmars
- 1980/81 - Vicekampioen in 4de nationale C.
- 1981/82 - Kampioen in 4de nationale A.
- 1982/83 - Promotie naar 2de nationale en kwartfinale tegen het topteam Kruikenburg Ternat.
- 1983/84 - Vlot behoud in 2de nationale.
- 1984/85 - Herstructurering van de competitie. VC Averbode komt uit in Eerste Landelijke A en speelde meteen kampioen.
- 1985/86 - Eerste nationale met retourticket.
- 1986/87 - 5de plaats in 1ste landelijke A.
- 1987/88 - 5de plaats in 1ste landelijke A.
- 1988/89 - 5de plaats in 1ste landelijke A.
- 1989/90 - VC Averbode strandt op 1 punt van de promotie achter VCA Maaseik.

#### 1990-1993: eerste klasse
- 1990/91 - VC Averbode trekt met twee Nigerianen zijn eerste buitenlanders aan.
- 1991/92 - VC Averbode behaalt een vijfde plaats en blijft tot de laatste competitiedag in de running voor de play-offs. De ploeg speelt de kwartfinale van de Beker van België tegen Genk-Opglabbeek.
- 1992/93 - VC Averbode eindigt op een gedeelde tweede plaats en wint de play-offs. In de Beker van België behaalt de club de 1/8ste finale met een 15-0-setwinst tegen Zonhoven.

#### 1993-2000: ereklasse
- 1993/94 - De club treedt voor het eerst aan in de Ereklasse en viert er zijn 25-jarig bestaan. Men kan zich probleemloos behouden in dit eerste seizoen in de eredivisie.
- 1994/95 - Een wisselvallig seizoen waarin heel sterke prestaties, onder andere winst tegen landskampioen Zellik (3-0) en bekerhouder Torhout (3-2), worden afgewisseld met dramatische nederlagen. VC Averbode eindigt op een 10de plaats.
- 1995/96 - Na een mislukte start en veel blessureleed herstelt VC Averbode zich in een sterke terugronde en verzekert zich probleemloos van het behoud.
- 1996/97 - Na een goed begin van het seizoen valt de ploeg in een zwakkere tweede seizoenshelft terug, maar bereikt zij toch de zesde plaats in de competitie; men wordt slechts in de halve finale van de Belgische Beker gewipt door landskampioen Maaseik.
- 1997/98 - Een derde plaats in de play-offs bevestigt de vierde plaats van de reguliere competitie. Een Europees CEV-ticket verplicht de club te bouwen aan het volgende seizoen.
- 1998/99 - VC Averbode bereikt de zesde plaats in de reguliere competitie en dus play-offdeelname, een geslaagde Europese CEV-campagne en vooral de finale van de Beker van België, wat resulteert in een tweede opeenvolgende Europese deelname.
- 1999/00 - De club bereikt de zesde plaats in de competitie. Van de Europese clubs Cuneo en Belgorod wordt nipt verloren in de tiebreak. Tegen het Spaanse Almería wordt gewonnen.

#### 2000-2011: subtopper
- 2000/01 - Grote zege tegen Roeselare, met driemaal 25-18.
- 2001/02 - Niettegenstaande de uitschakeling in de eerste ronde van de Beker van België wordt VC Averbode herfstkampioen. De ploeg heeft een zwakke start in de tweede ronde, maar in de play-offs schakelt zij Antwerpen uit. In de halve finale klopt de club in de terugwedstrijd Maaseik met 3-1. In de beslissende derde wedstrijd wordt de 4de set nipt verloren. Opnieuw behaalt VC Averbode een Europees ticket.
- 2002/03 - VC Averbode behaalt opnieuw een plaats bij de eerste zes en bereikt de finale van de Belgische Beker, die echter wordt verloren in Luik met 3-1 tegen Maaseik. In de play-offs van de competitie bereikt de club de halve finale, maar daar wordt de ploeg uitgeschakeld door Roeselare.
- 2003/04 - Met een jong team behaalt VC Averbode weer de top zes.

## Bekende (ex-)spelers
- Dennis Deroey
- Dario Dukić
- Michel Haesevoets
- Joppe Paulides
- Matias Raymaekers
- Stephen Shittu
- Jovica Simovski
- Hendrik Tuerlinckx
- Jo Van Decraen
- Simon Van de Voorde
- Christof Van Goethem
- Ruben Van Hirtum
- Brecht Van Kerckhove
- Tim Verschueren